# Staatsgericht (Tschechoslowakei)
Státní soud, deutsch Staatsgericht, ist eine Besonderheit der tschechoslowakischen Gerichtsbarkeit. In der Geschichte der Tschechoslowakei gab es zwei Institutionen, welche die Bezeichnung státní soud trugen. Der erste wurde 1923 (mit dem Gesetz 50/1923) noch in der Zwischenkriegszeit eingerichtet, der zweite (mit dem Gesetz 232/1948) nach der kommunistischen Machtübernahme im Oktober 1948. Beide hatten die Aufgabe, die Republik gegen besonders gefährliche Handlungen zu verteidigen, entsprechend dem Gesetz zur Verteidigung der Republik (1923) beziehungsweise dem Gesetz zur Verteidigung der volksdemokratischen Republik (1948). Das Staatsgericht von 1948 war ausschlaggebend an den politischen Schauprozessen 1948–1954 beteiligt und dadurch auch eines der wichtigsten Repressionsinstrumente der Kommunistischen Partei der Tschechoslowakei (abgekürzt KPTsch bzw. KSČ) bei der Einführung und Festigung der kommunistischen Alleinherrschaft nach 1948 gewesen; allerdings wurden nicht alle politischen Schauprozesse jener Zeit vor dem Staatsgericht verhandelt.

## Státní soud von 1923

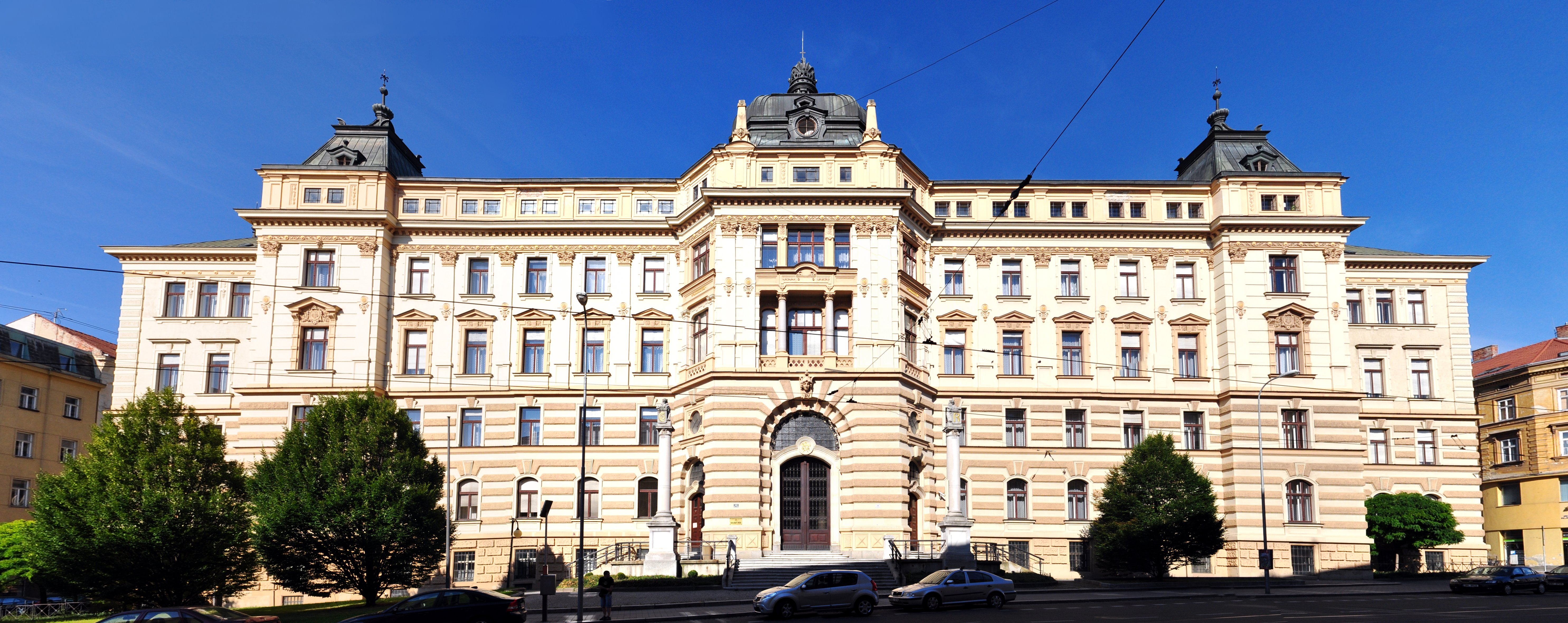
Justizpalast in Brünn, Sitz des Staatsgerichts ab 1923

Diskussionen über ein Gesetz zum Schutz der Republik wurden schon früher geführt, jedoch erst nach dem Attentat auf den damaligen Finanzminister Alois Rašín mündeten sie in ein konkretes Ergebnis: das Gesetz 50/1923 zum Schutz der Republik wurde im März 1923 angenommen, in dem auch das Státní soud, das Staatsgericht, vorgesehen und mit dem zugleich verabschiedeten Gesetz 51/1923 errichtet wurde. Sein Sitz befand sich im Justizpalast in Brünn.
Zu den Delikten, mit den sich das Gericht beschäftigen sollte, gehörten: Anschläge auf die Republik sowie ihre Vorbereitung, Bedrohung der Republiksicherheit, militärischer Verrat, Beleidigung des Präsidenten und die Störung des allgemeinen Friedens.
Der Attentäter, der junge Anarchokommunist Josef Šoupal, wurde auch zum ersten Fall, der vor dem neuen Gericht verhandelt wurde. Der andere bekannte Fall vor dem Staatsgericht war der sogenannte Putsch von Židenice (Židenický puč). Es handelte sich um den Versuch der tschechischen faschistischen Kleinpartei Národní obec fašistická (Nationale faschistische Gemeinde), die Macht in der Tschechoslowakei zu übernehmen. Der bewaffnete Überfall auf eine Kaserne geschah im Januar 1933 in Židenice (etwa zum Zeitpunkt von Hitlers Machtübernahme in Deutschland) und wurde zurückgeschlagen. Das Staatsgericht sprach relativ milde Strafen aus, sie wurden später vom Höchsten Gericht heraufgesetzt.
Aufgrund der unübersichtlichen Lage der Archive ist die quantitative Tätigkeit des Gerichts nur schwer zu schätzen: eine komplette archivierte Dokumentation gibt es nicht beziehungsweise wurden die Archive noch nicht bearbeitet und ausgewertet und sind daher nicht zugänglich. Der Jurist und Historiker Jan Kazda schätzt sehr vorsichtig, dass das Staatsgericht vermutlich fünf bis zehn Fälle verhandelte (die Zahl der durch alle beteiligten Gerichte nach dem Gesetz zum Schutz der Republik Verurteilten beträgt dann 3.143 Personen, was als nur geringer Anteil aller Straftaten, nämlich 350.000, bezeichnet wird). Dabei ist allerdings ebenfalls zu berücksichtigen, dass auch die Einschätzung der Zuständigkeit der Gerichte noch nicht entwickelt war, so dass es wahrscheinlich mehrere Hundert Fälle gab, die zwar die Kriterien des Gesetzes zum Schutz der Republik erfüllten, die aber nicht von Staatsgericht, sondern von anderen Gerichten übernommen wurden.
In dieser Form existierte das Staatsgericht bis 1934. Durch das Gesetz 68/1935 vom 4. April 1935 wurde das Gesetz über das Staatsgericht insofern modifiziert, als die Aufgaben dieses Gerichts an das Oberste Gericht (Nejvyšší soud) delegiert wurden. Die Amtszeit der Richter ging bereits Ende 1934 zu Ende und das Gericht verlor seine Existenz de facto noch vor der Verabschiedung des Modifizierungsgesetzes.

## Státní soud von 1948

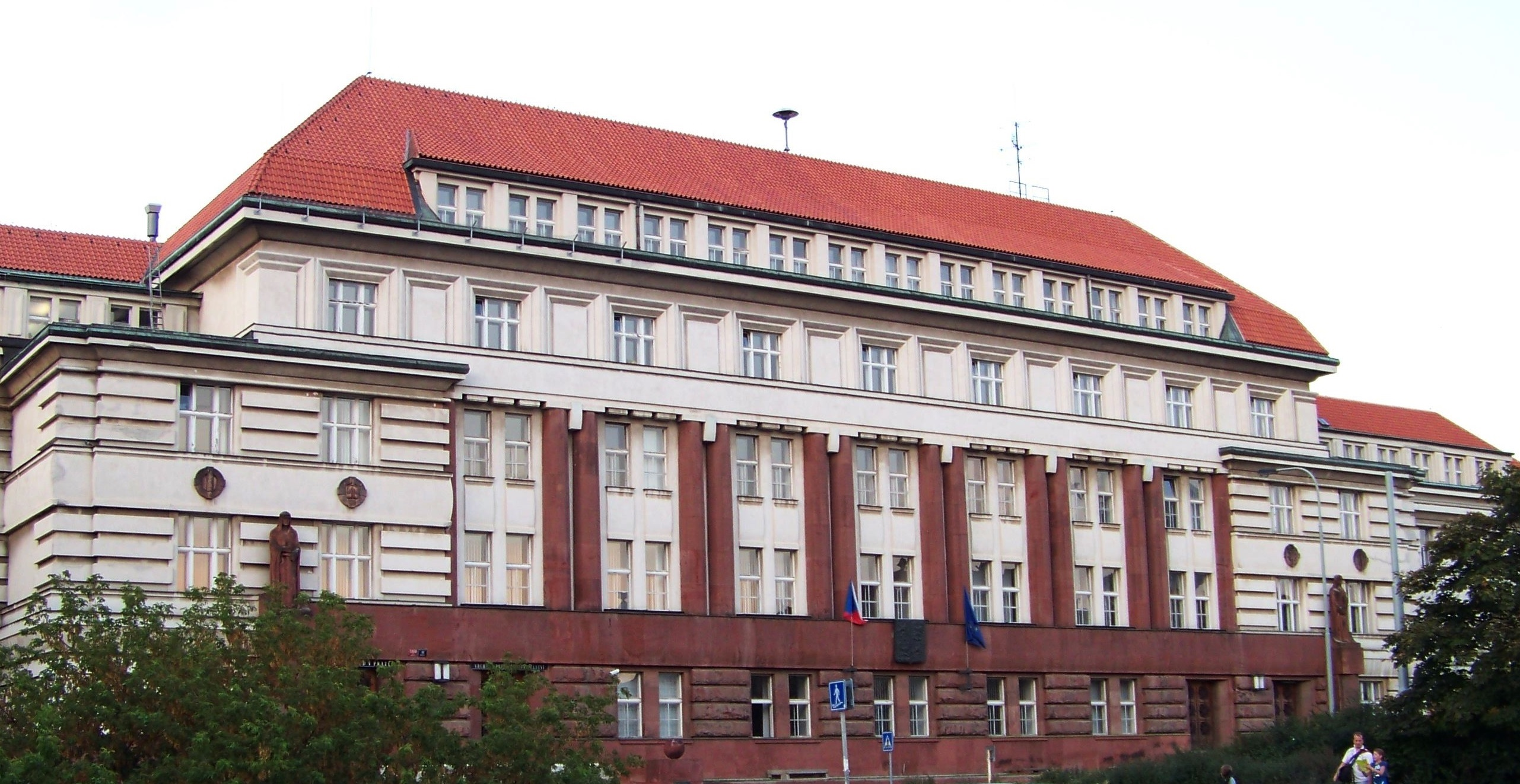
Justizpalast Prag, Sitz des Staatsgerichts ab 1948

Nach dem Ende des Krieges wurde das System der Gerichte in der Tschechoslowakei einigen Änderungen unterzogen. Im ersten Schritt war das die Errichtung der sogenannten Retributionsgerichte, darunter der außerordentlichen Volksgerichte (mimořádný lidový soud) und des Národní soud (im Tschechischen Nationalgericht im Sinne von Volksgericht), beides gleich 1945. Sie beschäftigten sich mit Delikten, die noch während des Protektorats geschahen: Kollaboration mit der Besatzungsmacht, Denunziantentum und ähnliches.
Im zweiten Schritt wurde nach dem Februarumsturz am 6. Oktober 1948 auch das sogenannte Staatsgericht (státní soud) errichtet (per Gesetz 232/1948), mit dem die eigentliche Phase der politischen Schauprozesse begann. Die Grundlage bildete das Gesetz zum Schutz der volksdemokratischen Republik (Zákon na ochranu lidově demokratické republiky) vom 6. Oktober 1948, dessen Bezeichnung sich nur geringfügig von dem entsprechenden Gesetz von 1923 unterschied, die Funktion des Gerichts dann aber wesentlich: es wurde vielfach als „typisches Revolutionsgericht in der Periode des größten Terrors“ o. ä. bezeichnet. Zu den am häufigsten benutzten Delikten, die in den Schauprozessen konstruiert wurden, gehörte Hochverrat (§ 1 des Gesetzes) und Spionage (§ 5); vorgesehen waren Strafen von mindestens 10 bis 20 Jahren Haft, lebenslänglich beziehungsweise die Todesstrafe.
Während der Ausarbeitung der beiden Gesetze wurde laufend auf die sowjetischen Erfahrungen, entsprechende Gesetze und juristische Literatur hingewiesen, welche sich übersetzt teilweise in den tschechoslowakischen Gesetzen wiederfanden. Anders als in anderen Bereichen haben sowjetische Berater auf die Entstehung der neuen Strafgesetze jedoch keinen direkten Einfluss.
Dem Staatsgericht, das seinen Sitz in Prag und weitere Abteilungen in Brünn und Bratislava hatte, wurden entsprechende Staatsanwaltschaften mit Sitz ebenfalls in diesen drei Städten zugeordnet. Zahlreiche Verfahren wurden jedoch an Orten des Geschehens abgehalten.
Ähnlich wie beim Staatsgericht von 1923 sind auch detaillierte Angaben zu dem Staatsgericht von 1948 noch nicht vollständig vorhanden; vor allem war die Zuständigkeit der Gerichte für die im Gesetz zum Schutz der volksdemokratischen Republik genannten Delikte nicht eindeutig geklärt. Strafverfahren nach dem Gesetz zum Schutz der demokratischen Volksrepublik wurden vor das Staatsgericht in der Regel gebracht, wenn das Gesetz eine Todesstrafe oder eine Freiheitsstrafe von mehr als zehn Jahren vorsah oder wenn ein Staatsanwalt ihre Beratung vor dem Staatsgericht vorschlug. Allerdings hieß es dort auch „Der Ankläger muss seinen Vorschlag zur Begründung der Zuständigkeit des Staatsgerichts für die Entscheidung eines Falls nicht begründen“. Abgesehen davon gab es Lücken in der Berichterstattung in der tschechoslowakischen Presse, die nicht über alle politischen Prozesse berichtete.
Das Staatsgericht (genauso wie die ihm zugeordneten Staatsanwaltschaften) arbeitete nur bis Ende 1952. Zum 1. Januar 1953 trat das Gesetz 66/1952 in Kraft, mit dem die Zuständigkeiten der Gerichte reorganisiert wurden: die Aufgaben des bisherigen Staatsgerichts wurden Gerichten auf untergeordneter Ebene zugesprochen. Unter den Fachleuten herrscht die Meinung, dass die Vorstellung, die Abschaffung des Staatsgerichts zum 31. Dezember 1952 linderte die Unterdrückung und Verfolgung in der Tschechoslowakei, grundsätzlich falsch sei. Durch die Übertragung der Aktivitäten des Staatsgerichts auf die regionalen oder sonstigen Gerichte wurde nur die Organisationsform, nicht jedoch der Inhalt geändert.

### Státní soud in Zahlen
Abgesehen von den weiter unten folgenden Zahlen zum Státní soud von 1948 ist ein Vergleich mit der Tätigkeit des Staatsgerichts von 1923 aufschlussreich.
Im demokratischen System der tschechoslowakischen Vorkriegsrepublik (1918–1938) wurden nach Angaben der Behörde ÚDV (Behörde für Dokumentation und Untersuchung der Verbrechen des Kommunismus) nur 20 Personen hingerichtet, aufgrund sogenannter politischer Delikte wurden vier Todesstrafen vollstreckt, von diesen drei zur Zeit der zunehmenden Bedrohung der Republik durch das nationalsozialistische Deutschland (diese Todesstrafen wurden wegen militärischen Verrats verhängt). Nach Angaben der ÚDV wurden dagegen die meisten Hinrichtungen in der Tschechoslowakei in den Jahren 1949–1953 durchgeführt – ca. 250, davon mehr als 80 Prozent für sogenannte „politische Delikte“.
Einige Angaben wie die zur Anzahl der Prozesse und ähnliche sind aus unterschiedlichen Gründen nur teilweise verlässlich. So wird in der Fachliteratur mehrfach darauf hingewiesen, dass je nach Bedarf einige kriminelle Straftaten als antistaatliche Tätigkeit, also als politische Delikte definiert wurden (und somit häufig in die Zuständigkeit des Staatsgerichts fielen) wie auch umgekehrt, politische Delikte wurden als kriminell eingeschätzt und kamen vor andere Gerichte. Der Historiker Petr Mallota vom Institut ÚSTR nennt noch einen weiteren Grund für die unterschiedlichen Zahlen: so kommt es darauf an, ob die Zahlen auch hingerichtete KPTsch-Parteimitglieder beinhalten, was nicht immer der Fall ist, und ob beispielsweise Mitglieder der Hlinka-Garde mitgezählt werden oder nicht. Auch kommt es darauf an, ob die Hinrichtungen aufgrund eines Gerichtsurteils des Staatsgerichts oder eines anderen Gerichts vollstreckt wurden, ebenfalls werden nicht in allen Quellen die gleichen Zeitabschnitte benutzt. Der Historiker Tomek bemerkt, dass sich wegen der noch nicht abgeschlossenen Auswertung alle Zahlen im Archivmaterial bezüglich der politischen Schauprozesse dieser Zeit noch ändern können.
- Personelle Stärke

Komplette Zahlen liegen für das Jahr 1951 vor. Demnach gab es in den Abteilungen Prag, Brünn und Bratislava insgesamt 53 Richter (Vorsitzende des Senats, Gerichtsschöffen, sonstige), die meisten in Prag, sowie 46 in diesem Bereich tätige bzw. zugeteilte Staatsanwälte, die meisten ebenfalls in Prag. Sie sollten noch im selben Jahr um 24 bzw. 29 Personen aufgestockt werden, darüber hinaus konnten weitere 43 Richter und 30 Staatsanwälte beim Obersten Gericht bzw. bei der Generalprokuratur abberufen werden.
- Verhaftete, Beschuldigte, Verurteilte

1950 zählte man in der Tschechoslowakei 11.026 politische Häftlinge, 1951/52 kamen noch 16.000 hinzu. Einigen Angaben zufolge gab es im Zeitraum 1951/1952 Prozesse, in den gegen etwa 100.000 Personen wegen antistaatlicher Tätigkeit ermittelt wurde. In der Zeit von 1948 bis 1954 wurden insgesamt 40.000 bis 45.000 Bürger nach dem Gesetz zum Schutz der Republik vor diversen Gerichten schuldig befunden, die größte Zahl der vor dem Staatsgericht Beschuldigten (6.649 Personen) beziehungsweise Verurteilten (5.346 Personen) wurde 1950 erreicht.
- Politische Schauprozesse

Vor dem Staatsgericht wurden zahlreiche politische Prozesse abgehalten. Zu den bekanntesten zählen der Prozess mit Milada Horáková, der Slánský-Prozess, der sogenannte Prozess mit der grünen Internationale sowie etliche Prozesse gegen Geistliche, hohe Armeeangehörige insbesondere ehemalige Mitglieder der Exilarmee, Funktionäre anderer Parteien und andere.
- Státní soud und Todesstrafe

Während der kommunistischen Herrschaft wurden in der Tschechoslowakei etwa 250 Personen hingerichtet, davon über 80 Prozent aus politischen Gründen (die letzte Hinrichtung dieser Art fand 1960 statt); alleine während der Präsidentschaft von Klement Gottwald (14. Juni 1948 – 14. März 1953) waren es dann 234 hingerichtete Personen, darunter 189 aus politischen Gründen. Zu den Todesurteilen, die vom Staatsgericht ausgesprochen wurden, sind folgende Zahlen vorhanden: 1949: 57, 1950: 59, 1951: 57, die meisten dann 1952: 73, insgesamt 246, alternativ dazu nennt Marejka (einschließlich des Jahres 1948, d. h. während der offiziellen Tätigkeit des Staatsgerichts) 233 ausgesprochene Todesurteile, wovon 178 vollstreckt wurden, dies dann übereinstimmend mit dem Historiker Karel Kaplan.
- Begnadigungen

Gegenüber der Periode der Vorkriegstschechoslowakei, in der durch den Präsidenten Masaryk insgesamt 433 Begnadigungen für ausgesprochene Todesurteile gewährt wurden, hat Präsident Gottwald nur 17 Personen begnadigt, sein Nachfolger Antonín Zápotocký dann lediglich zwei.

## Kompetenz und Bildung der Richter und Staatsanwälte (1948)
Mit dem Gesetz 319/1948 vom 22. Dezember 1948 über die sogenannte „Volksdemokratisierung des Justizsystems“ wurden fortan als Richter auch Laien ohne entsprechende Bildung berücksichtigt. Diese Volksrichter („soudce z lidu“) befanden sich dann in der Regel gegenüber den tatsächlichen Richtern in Überzahl, ihre Stimme zählte jedoch genauso wie die der Berufsrichter.
Weil die Beschäftigten in der Justiz jedoch noch aus dem alten System stammten und meist als unzuverlässig galten, bestand ein starker Bedarf an neuen Juristen (Richtern, Staatsanwälten), und zwar in möglichst kurzer Zeit. Ihr Einsatz in der Justiz sollte die Zeit überbrücken, bis neue Juristen, die an den Hochschulen schon nach neuen Regeln ausgebildet werden sollten, einsatzbereit sind. Aus diesem Grund wurden sogenannte „juristische Schulen der Werktätigen“ (právnické školy pracujících, PŠP) gegründet. Sie schulten die Laien in Lehrgängen von nur einigen Monaten um, während das reguläre Studium ansonsten fünfjährig war. Die so umgeschulten Juristen, die den Staatsanwaltschaften zugeordnet wurden, nannten sich selbst „Arbeiter-Staatsanwälte“ (dělničtí prokurátoři), was einen ideologischen Hintergrund hatte und irreführend ist, da es sich bei den Umschulungen um Personen aus allen Schichten der Bevölkerung handelte: Arbeiter, Landwirte, (politisch zuverlässige) Selbstständige, Beamte, Gewerbetreibende. Sie wurden in den wichtigsten und höchsten Stellen im Justizapparat (Gerichte, Staatsanwaltschaften) eingesetzt, obwohl sie de facto über keine juristische Ausbildung und keine juristische Praxis verfügten.
Der Jurist und Historiker Jaroslav Vorel ist deshalb der Ansicht, dass es nicht nur die Kommunistische Partei der Tschechoslowakei ist, welche die Hauptverantwortung für die Ergebnisse der Schauprozesse und der Klassenjustiz im fraglichen Zeitraum und danach trägt, ist, sondern auch der Justizapparat selber.

## Zuständige Gesetze
- Gesetz 50/1923: Gesetz zum Schutz der Republik (Zákon na ochranu republiky) vom 19. März 1923[2]
- Gesetz 51/1923: Gesetz über das Staatsgericht (Zákon o státním soudě) vom 19. März 1923[2]
- Gesetz 68/1935: Gesetz über die Oberlandesgerichte in der Rolle der Staatsgerichte (Zákon o vrchních soudech jako soudech státních) vom 4. April 1935[11]
- Gesetz 231/1948: Gesetz zum Schutz der volksdemokratischen Republik (Zákon na ochranu lidově demokratické republiky) vom 6. Oktober 1948[16]
- Gesetz 232/1948: Gesetz über das Staatsgericht (Zákon o státním soudu) vom 6. Oktober 1948[16]
- Gesetz 319/1948: Gesetz über die Volksdemokratisierung des Justizsystems (Zákon o zlidovění soudnictví) vom 22. Dezember 1948[35]
- Gesetz 66/1952: Gesetz über die Organisation der Gerichte (Zákon o organisaci soudů) vom 30. Oktober 1952[25]